# 651
651 (DCLI) je bilo navadno leto, ki se je po julijanskem koledarju začelo na soboto.

## Dogodki
- Ustanovitev prve pariške bolnišnice Hôtel-Dieu.

## Smrti
- Jazdegerd III., zadnji vladar Sasanidskega cesarstva (* 624)